# هیدرامتیلنون
هیدرامتیلنون (به انگلیسی: Hydramethylnon) با فرمول شیمیایی C۲۵H۲۴F۶N۴ یک ترکیب شیمیایی با شناسه پاب‌کم ۵۲۸۱۸۷۵ است. که جرم مولی آن ۴۹۴٫۵۰ g/mol می‌باشد. شکل ظاهری این ترکیب، بلورهای جامد زرد و نارنجی است.